# Gavilea odoratissima
Gavilea odoratissima es una especie de orquídea de hábito terrestre originaria de Chile y Argentina.

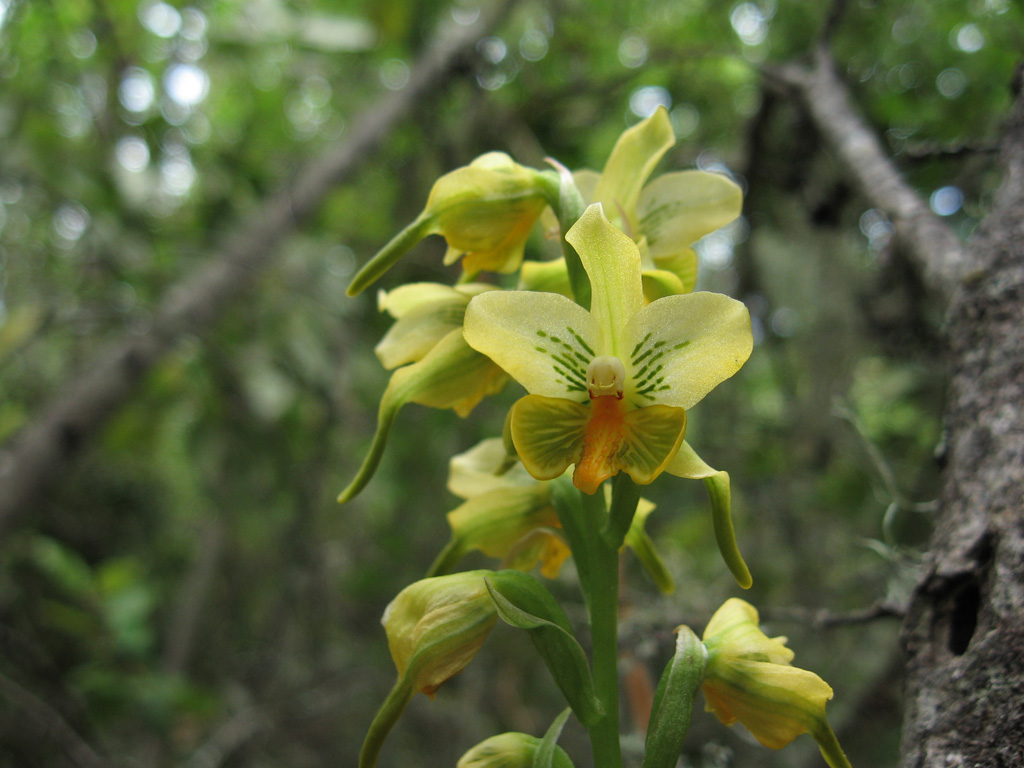

## Descripción
Es una planta herbácea de hábito terrestre que alcanza los  50-80 cm de altura. Tiene hojas  de 10-15 cm de longitud, con brácteas agudas más cortas que las flores. El sépalo dorsal algo  cóncavo, acuminado; los sépalos laterales con nervios longitudinales engrosados en la base, lanceolados, con caudículas carnosas, delgadas. Los pétalos abovados, obtusos con nervios longitudinales ramificados y algo engrosados en la base.. El labelo es trilobado de color amarillo y los lóbulos laterales redondeados y con nervios oblicuos, engrosados y prominentes de color verde; lóbulo central de ápice redondeado, obtuso con  nervios longitudinales cubiertos de verrugas carnosas, de color naranja. La columna con replieges carnosos, de color rojo oscuro, en la unión con el labelo, que contrasta con el blanco puro de la columna. Ovario torcido, geniculado.

## Distribución y hábitat
Esta especie s encuentra en el sur de Chile y en Argentina en la Sierra de la Ventana al sur de Buenos Aires y desde Neuquén hasta Chubut.

## Taxonomía
- Sinonimia:[1][n. 1]

- Asarca odoratissima Poepp. & Endl., Nov. Gen. Sp. Pl. 2: 13 (1837).
- Chloraea odoratissima (Poepp. & Endl.) Macloskie, Rep. Princeton Univ. Exped. Patagonia, Botany 8: 323 (1904).
- Asarca ventanai Hauman, Anales Mus. Nac. Hist. Nat. Buenos Aires 29: 360 (1917).